# Daniel Varoujan
Daniel Varoujan of "Taniel Varujan" (West-Armeens: Դանիէլ Վարուժան, Դանիէլ Չպուքքարեան, Oost-Armeens: Դանիել Վարուժան, Դանիել Չպուգքյարյան) (Brgnik, 20 april 1884 - Cankiri, 26 augustus 1915) was een Armeens dichter. Hij werd tijdens de Armeense Genocide vermoord.

## Biografie
Na de lokale lagere schoolt ging Varoujan in 1896 in Istanboel studeren. Hij zette zijn opleiding voort aan de Mourad-Rafaelianschool in Venetië en studeerde vanaf 1905 aan de Universiteit van Gent literatuur, sociologie en economie. In 1909 keerde hij terug naar zijn geboortedorp om er drie jaar te werken als leerkracht. Varoujan trouwde in 1912 met Araksi en werd ook hoofd van de school St. Gregorius de Verlichter in Istanbul.
Varoujan startte in 1914 met een literatuurgroep "de Mehian", samen met Gostan Zarian, Hagop Oshagan, Aharon Parseghian en Kegham Parseghian. Hun doel was een Armeense renaissance te bewerkstelligen, los te komen van de Turkse overheersing en terug te keren naar de christelijke roots.
Op 26 augustus 1915 werd hij samen met drie anderen tijdens de start van de Armeense Genocide gearresteerd en naar een ander dorp gebracht. Onderweg werden ze door de magistraat van hun kostbaarheden beroofd en vervolgens door vijf vergezellende agenten naakt in de bossen aan bomen gebonden. Daar werden ze langzaam met messen bewerkt tot ze overleden.
Varoujans handschriften voor de dichtenbundel "Hatsin Yerge" (Het lied van het brood) werd in beslag genomen door de Turkse overheid en pas na smeergeld terugverkregen en uitgegeven in 1921.